# Radoszki (gmina)
Radoszki – dawna gmina wiejska istniejąca do 1868 roku w guberni radomskiej. Siedzibą władz gminy były Radoszki.
Za Królestwa Polskiego gmina Radoszki należała do powiatu sandomierskiego w guberni radomskiej.
Gminę zniesiono w 1868 roku, a jej obszar włączono do gminy Wilczyce.